# Моро, Луи-Зеферин
Луи́-Зефери́н Моро́ (фр. Louis-Zéphirin Moreau; 1.04.1824, Беканкур, Канада — 24.05.1901) — блаженный Римско-Католической Церкви, епископ епархии Сент-Иасента, основатель католических монашеских конгрегаций «Сёстры святого Иосифа», «Сёстры святой Марты».

## Биография
Луи-Зеферин Моро родился в многодетной семье 1 апреля 1824 года в Беканкуре, в провинции Квебек, Канада.
Во время обучения в семинарии ему было отказано в рукоположении в священники из-за слабого здоровья, но впоследствии епископ Игнатий Бурже после получения рекомендательного письма от настоятеля из Бетанкура, послал Луи-Зеферина в Монреаль для продолжения богословского обучения, где он и был рукоположён в священники 19 декабря 1846 года.
Луи-Зеферин Моро был настоятелем в кафедральном соборе святого Гиацинта епархии Сент-Иасента с 1854 по 1860 год, затем — с 1869 по 1876 год.
19 ноября 1875 года он был назначен римским папой Пием IX епископом в епархии Сент-Иасента. Рукоположение в епископа состоялось 16 января 1876 года. Благодаря Луи-Зеферину Моро, уже после его смерти, была образована епархия Жольета в 1904 году.

## Канонизация
Процесс беатификации был начат в 1924 году римским папой Павлом II и 10 мая 1987 года Луи-Зеферин Моро был объявлен блаженным римским папой Иоанном Павлом II.